# Silje Vige
Silje Vige (24 de Maio de 1977- ) é uma cantora norueguesa nascida em  Jørpeland nos arredores de Stavanger.
Surgiu de um modo surpreendente no seio da música norueguesa. Com apenas 16 anos de idade participou no Melodi Grand Prix da Noruega como uma balada escrita pelo seu pai e acabou por vencê-la, tendo direito a participar no Festival Eurovisão da Canção 1993 realizado  em Millstreet, (Irlanda) com o tema "Alle mine tankar" ("Todos os meus pensamentos"). Vige terminou em 5º lugar, entre 25 países concorrentes. Desapareceu da vida musical e dedica-se na atualidade ao ensino.

## Discografia

### Álbuns
- Alle mine tankar

### Single
- Alle mine tankar